# 71-911
71-911 (nazwa handlowa: City Star) – typ silnikowego, czteroosiowego, czterodrzwiowego, jednostronnego, całkowicie niskopodłogowego wagonu tramwajowego, wyprodukowanego w Twerskim zakładzie budowy tramwajów w Rosji.
Jest to pierwszy we Wspólnocie Niepodległych Państw jednoczłonowy całkowicie niskopodłogowy model tramwaju. Pod względem stylistyki przypomina projekt tramwaju 71-625, który miał być wytwarzany w zakładach UKWZ.

## Historia
Po raz pierwszy prace rosyjskich projektantów nad całkowicie nowym modelem całkowicie niskopodłogowego wagonu tramwajowego z całkowicie niską podłogą ujawniono na początku 2000 roku, kiedy we wrześniu 2002 roku ogłoszono plany zakładu UKWZ dotyczące rozpoczęcia produkcji seryjnej nowego niskopodłogowego wagonu tramwajowego typu 71–625. Jednak z wielu powodów plany UKWZ nie zostały zrealizowane. Dział projektowy zdołał powrócić do prac nad tym modelem dopiero w 2013 roku.
W październiku 2013 r. na terenie niżniekamskiego przedsiębiorstwa Gorelektrotransport, przedstawiciele UKWZ zaprezentowali nowe wózki tramwajowe, z wykorzystaniem których UKWZ planowało rozpocząć budowę całkowicie niskopodłogowego, jednoczłonowego wagonu tramwajowego.
Na początku 2014 roku UKWZ zerwał współpracę ze swoim domem handlowym, który był właścicielem praw do projektu wózków. Następnie jeden z założycieli domu towarowego UKWZ, który odszedł z firmy i utworzył nowe przedsiębiorstwo, zaprosił do współpracy głównego projektanta UKIWZ i odkupił dokumentację projektową wózka od domu towarowego UKWZ, tworząc odpowiednik wagonu 71-625 w Twerskim zakładzie budowy tramwajów. Odpowiednik otrzymał oznaczenie 71-911.
Łączny koszt badań nad stworzeniem dwóch prototypów całkowicie niskopodłogowych wagonów tramwajowych (71-625 i 71-911) wyniósł 10 milionów euro.
Wagon składa się w 80% z części rosyjskich. Z Finlandii sprowadzono drzwi, z Czech silnik, a z Austrii reduktor mechaniczny. Pozostałe części dostarczyły zakłady z terytorium Rosji, między innymi: Krasnojarskije maszynostroitielnyje komponienty (aluminiowe profile wewnętrzne), Parus (hamulce elektromechaniczne), Kanopus (wyposażenie elektryczne), Ural Polimer (polimerowe części zewnętrzne oraz wnętrze kabiny kierowcy), Etna (system klimatyzacji), Technika transportu (klimatyzacja kabiny).

## Produkowane odmiany
- 71-911 – rozstaw szyn 1524 mm
- 71-911E – rozstaw szyn 1435 mm
- 71-911ЕМ – rozstaw szyn 1524 mm

## Jazdy próbne
Pod koniec czerwca 2014 roku tramwaj przechodził testy w zajezdni Baumana w Moskwie, gdzie otrzymał numer taborowy 0202. Po zakończeniu testów planowano wprowadzić tramwaj do ruchu liniowego w Moskwie. Jednak ten tramwaj ostatecznie nie został przyjęty na stan i zwrócono go do Tweru. W dniu 28 października 2014 roku wagon 71-911 otrzymał zezwolenie na rozpoczęcie produkcji seryjnej. 4 marca 2015 r. drugi tramwaj tego typu dostarczono do fabryki w zajezdni tramwajowej nr 2 w Twerze, otrzymując numer 002. 12 marca wagon został odesłany do fabryki, jednak latem tego samego roku powrócił do zajezdni tramwajowej nr 2 w mieście Twer.

## Dostawy
Stan z września 2019 r.:
| Państwo        | Miasto           | Typ            | Lata produkcji | Liczba |
| -------------- | ---------------- | -------------- | -------------- | ------ |
| Rosja          | Kazań            | 71-911         | 2019           | 1      |
| Rosja          | Moskwa           | 71-911EM       | 2018           | 1      |
| Rosja          | Rostów nad Donem | 71-911E        | 2016–2017      | 30     |
| Rosja          | Twer             | 71-911         | 2014–2015      | 8      |
| Rosja          | Ułan Ude         | 71-911EМ       | 2019           | 15     |
| Rosja          | Perm             | 71-911ЕМ       | 2019           | 1/8    |
| Łączna liczba: | Łączna liczba:   | Łączna liczba: | Łączna liczba: | 57     |